# Ewa Kasprzyk
Ewa Kasprzyk (née Witkowska le 7 septembre 1957 à Poznań) est une athlète polonaise, spécialiste des épreuves de sprint.

## Biographie
Elle remporte le titre du 200 m lors des Championnats d'Europe en salle 1988, à Budapest, en devançant avec dans le temps de 22 s 69 la Soviétique Tatyana Papilina et l'Allemande Silke Knoll.
Elle est l'actuelle détentrice des records de Pologne du 100 m et du 200 m en respectivement 10 s 93 et 22 s 13 établis lors de la saison 1986.

### Palmarès
| Date | Compétition                    | Lieu      | Résultat | Épreuve   |
| ---- | ------------------------------ | --------- | -------- | --------- |
| 1975 | Championnats d'Europe juniors  | Donetsk   | 2e       | 4 x 100 m |
| 1977 | Universiade                    | Sofia     | 3e       | 4 x 100 m |
| 1983 | Championnats du monde          | Helsinki  | 8e       | 200 m     |
| 1986 | Championnats d'Europe en salle | Madrid    | 2e       | 200 m     |
| 1986 | Goodwill Games                 | Moscou    | 2e       | 200 m     |
| 1986 | Championnats d'Europe          | Stuttgart | 5e       | 200 m     |
| 1986 | Championnats d'Europe          | Stuttgart | 6e       | 4 x 100 m |
| 1986 | Championnats d'Europe          | Stuttgart | 3e       | 4 x 400 m |
| 1987 | Championnats du monde          | Rome      | 7e       | 200 m     |
| 1988 | Championnats d'Europe en salle | Budapest  | 1re      | 200 m     |

### Records
| Épreuve | Épreuve   | Performance | Lieu     | Date           |
| ------- | --------- | ----------- | -------- | -------------- |
| 200 m   | Plein air | 22 s 13     | Moscou   | 8 juillet 1986 |
| 200 m   | Salle     | 22 s 69     | Budapest | 6 mars 1988    |